# The Shipper—燃燒的腐魂
《The Shipper－燃燒的腐魂》，為泰國GMM 25於2020年5月22日起播出的奇幻愛情喜劇，由First、Prigkhing、Fluke及Ohm主演。
此劇由GMMTV與製作公司Parbdee Taweesuk合作拍攝，在2019年10月GMMTV的「New & Next」活動上公開先導預告片。其後，此劇於2020年5月在GMM 25電視台首播，同年8月終映。

## 劇情簡介
高中女學生Pan是個喜愛為男學長配對（Shipping）成情侶的腐女，並幻想要好的兩個男性學長Kim與Way是情侶關係，她與朋友Soda正在撰寫一個有關兩人相愛的BL故事。之後，校園裡一個惡霸在閱讀小說後挑釁Kim和Way，指他們為同性戀並大打出手。最後，Way因再次犯事而被踢出校，Way的女朋友Phingphing在得悉事件是因為Pan的小說而引起後感到不滿，決定找Pan算帳。
在克服愧疚感後，Pan向Kim解釋小說的事情，而Kim亦沒有怪責她，駕車將她送回家。這時，兩人在路上遇到意外，並前往了死亡天使的所在地。死亡天使在發現兩人陽壽未盡後，卻錯誤調換了兩人的身份，使Pan和Kim的靈魂互換後回到人間。Pan在甦醒後發現自己在Kim的身體內，而Kim則在Pan的身體內，但一直昏迷未醒。Pan在這時必須假裝成Kim生活，而且要不被人發現，她發現這是一個讓Kim-Way男男情侶成真的好機會。

## 演員陣容
註：括號內的演員姓名為小名。

### 主要人物
- 卡納潘·佩澤坤（First）飾演 Kim

代表學校參加比賽的聰明模範學生，Khet的哥哥，Way的密友。 他在接送Pan回家時遇上接近致命的車禍，之後兩人在死亡世界中遇見死亡天使。由於天使的錯誤，Pan的靈魂則進入了他的身體。
- 蘇莉婭蕾·亞卡蕾（Prigkhing）飾演 Pan

腐女，同人小說作家，Kim的學妹。她熱衷於將學長Kim和Way配對成情侶，並很崇拜Way，認為Way只應與善良的學長Kim成為戀人。
- 普西特·迪塔皮西（Fluke）飾演 Way

因經常打架而瀕臨被踢出校的學生，之前是黑社會成員，Kim的密友、Phingphing的男朋友。他和Phingphing都不知道學妹Pan和Soda，正在將他與好友Kim配對成情侶。
- 歐帕瓦·吉沙晚迪（Ohm）飾演 Khet

Kim的弟弟，Pan的好朋友，對理髮很有興趣，經常逃課前往髮廊兼職。他知道哥哥和Way都不是同性戀，因此經常希望阻止Pan繼續撰寫小說。

### 其他人物
- 甘雅拉·露安瓏（Piploy）飾演 Sarocha（Soda）

Pan的好朋友，與Pan同樣熱衷與Kim-Way男男情侶的腐女，與Pan共同撰寫兩人的故事。
- 彬雅帕·珍帕誦（View）飾演 Phingphing

Way的女朋友，Pan、Khet、Soda的同學。她在起初並不知道Kim-Way故事的存在，在發現事情後誓言找出故事的作者算帳。
- 瓦查拉·蘇克丘姆（Jennie）飾演 Yommathut

死亡天使，錯誤將Pan和Kim帶到天堂後，在兩人返回人間時錯誤調換他們的靈魂。
- Waratchaya Ophat-sirirat 飾演 Nun

Phingphing的朋友。
- Chinnaphat Charat-uraisin 飾演 Somza

Phingphing的朋友。
- Photcharaphon Thepsukdi 飾演 Pongpol（Off）

校園惡霸，在閱讀Kim-Way故事後挑釁兩人。
- Wirawit Charoensupphasutthirat 飾演 Pipe

Off的同黨。
- Phiradon Si-osot 飾演 X

Off的同黨。

### 特別出演
- 阿塔潘·葐沙瓦（Gun）

與Off相愛的學生。
- 鐘朋·阿盧迪吉朋（Off）

與Gun相愛的學生。

## 劇集迴響

### 泰國電視收視
- 收視最低的集數以藍色表示，收視最高的集數以紅色表示，而空格則表示該集的收視沒有相關數據。

| 集數 No.     | 播放日期      | 播放時段 (UTC+07:00) | 平均收視率 | 來源   |
| ------------ | ------------- | -------------------- | ---------- | ------ |
| 1            | 2020年5月22日 | 星期五 21:30         | 0.170      | [ 7 ]  |
| 2            | 2020年5月29日 | 星期五 21:30         | 0.123      | [ 8 ]  |
| 3            | 2020年6月5日  | 星期五 21:30         | 0.148      | [ 9 ]  |
| 4            | 2020年6月12日 | 星期五 21:30         | 0.265      | [ 10 ] |
| 5            | 2020年6月19日 | 星期五 21:30         | 0.151      | [ 11 ] |
| 6            | 2020年6月26日 | 星期五 21:30         | 0.150      | [ 12 ] |
| 7            | 2020年7月3日  | 星期五 21:30         | 不適用     | 不適用 |
| 8            | 2020年7月10日 | 星期五 21:30         | 不適用     | 不適用 |
| 9            | 2020年7月17日 | 星期五 21:30         | 不適用     | 不適用 |
| 10           | 2020年7月24日 | 星期五 21:30         | 不適用     | 不適用 |
| 11           | 2020年7月31日 | 星期五 21:30         | 不適用     | 不適用 |
| 12           | 2020年8月7日  | 星期五 21:30         | 不適用     | 不適用 |
| 平均收視率 1 | 平均收視率 1  | 平均收視率 1         | 0.184      | [ 13 ] |

^1  基於每集的平均觀眾份額。

## 外部連結
- GMMTV官方網站（页面存档备份，存于）（泰文）
- MyDramaList 劇集介紹及劇評 （页面存档备份，存于）（英文）
- 豆瓣劇集介紹（页面存档备份，存于）（中文）